# Третя шампанська битва

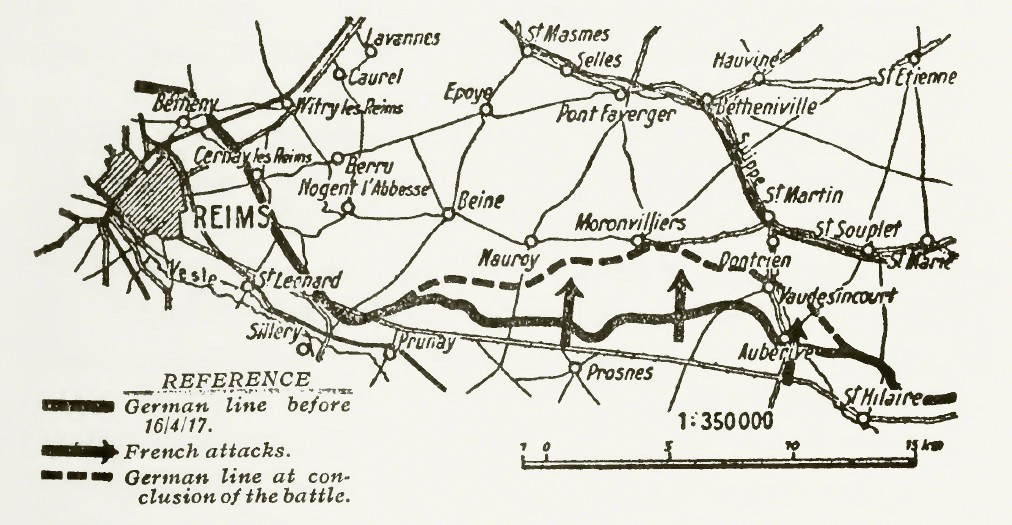
Здобутки французької армії в ході наступу Нівеля весною 1917 року

Третя шампанська битва, також Битва на пагорбах (фр. Bataille des Monts) чи битва на шампанських пагорбах (фр. Bataille des monts de Champagne) — битва на узвишшях на схід від Реймса, між Прюне та Оберивом, у провінції Шампань, вздовж пагорбів Моронвільє, в ході так званого наступу Нівеля, що відбувалася у квітні-травні 1917 року на Західному фронті у Першій світовій війні. Наступ французької 4-ї армії проти німецької 4-ї армії мав на меті підтримати Північну групу армій союзників, що наступали вздовж Шем'єн-де-Дам у Другій битві на Ені. Генерал Франсуа Антой, командувач 4-ї французької армії, планував підтримуючу атаку, але Нівель відхилив її, і тоді французький командувач запланував фронтальну атаку двома корпусами на фронті 11 км, щоб прорвати німецьку оборону в перший же день і розпочати наступ наступного дня.

## Історія

### Передумови

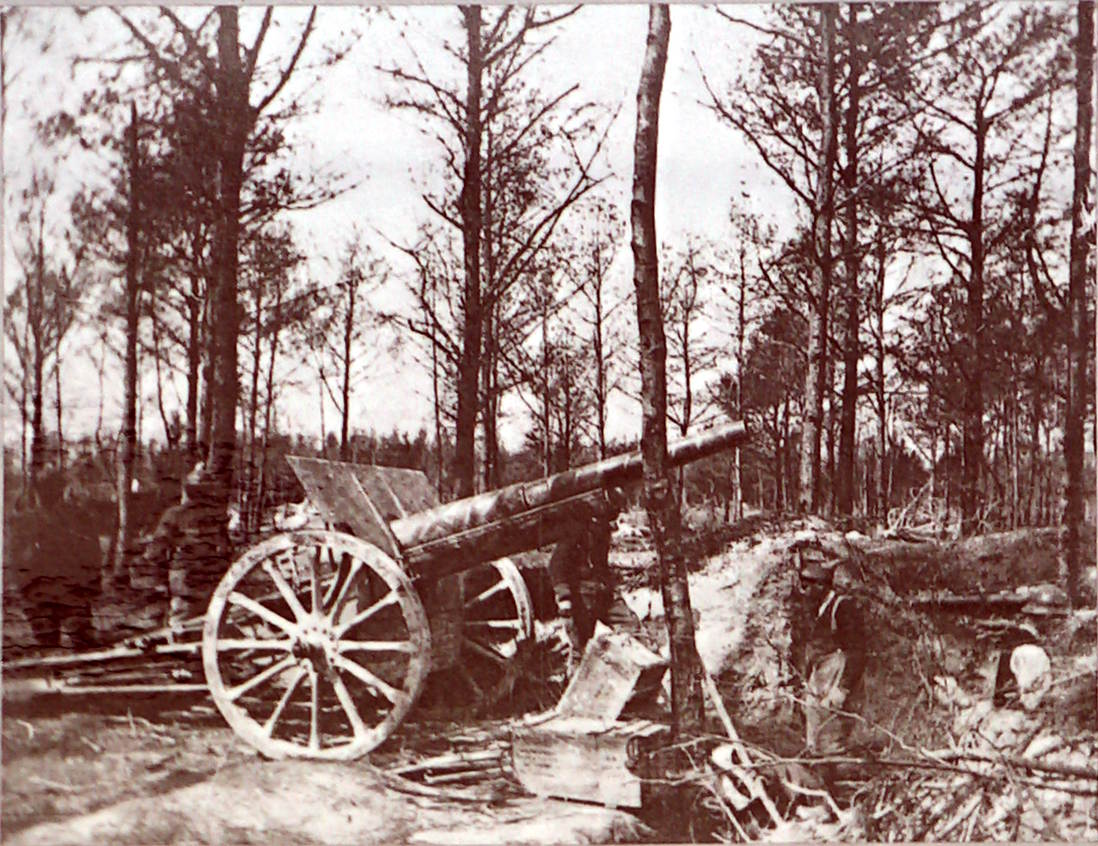
Французька 105-мм польова гармата в лісі південніше висоти Корнілле

Масив Моронвільє являє собою групу пагорбів на захід від річки Сюїпп, які до 1914 року були густо вкриті лісом. Він складався з семи плато, розташованих із заходу на схід: Мон-Корніле (206 м), Мон-Блон (211 м), Мон-О (257 м), Мон-Пертюї (232 м), Мон-Каск (246 м), Мон-Тетон (237 м) і Мон-Сан-Ном (210 м). На сході є також нижча гора, пагорб 181. Село Моронвільєлежало в улоговині під північним гребенем головного хребта. Плато Мон-Сан-Ном з улоговиною і хребтом, що простягався на північний захід, найвищою частиною якого була західна вершина Мон-О на висоті 260 м, знаходився трошки осторонь від решти пагорбів. На захід від хребта, який у 1917 році знаходився на стику між флангами 4-ї та 5-ї французьких армій, знаходилася низовина шириною близько 11 км між масивом Моронвільє і масивом Ножан-л'Аббес на схід від Реймса, в якій було розташоване село Бейн.
Захоплення німецької оборони на краю Шалонської рівнини над Оберивом було необхідним для подальшого наступу навколо Бені та атаки зі сходу на масив Ножан-л'Аббес. Успіх дозволив би 4-й армії просунутися в напрямку Суапп, між Сен-Мартен-л'Ере і Вармерівілем на північному заході, обійшовши пагорби Ножан-л'Аббес з півночі. Залізниця від Базанкура до Вармерівіля, Сомми-Пі та Апремона, головна німецька лінія постачання на південь від Ени, була б перерізана. Німці побудували нові залізниці, але перерізання цієї лінії ускладнило б для німців постачання військ на схід від Суапе і на захід від верхів'їв Ени. У разі захоплення висот Мон-Корніле, Мон-Блон, Мон-О, Мон-Пертуа, Ле-Каск, Ле-Тетон і Мон-Сан-Ном, німецька оборона від Сюїппа до Аргони була б охоплена із заходу. Німецькі позиції на пагорбах виходили на Шалонську рівнину, забезпечуючи бездоганний огляд французьких маневрів та концентрацій військ між Реймсом і Аргонною. Успішний наступ французів позбавив би німців такої можливості спостереження і перекрив би шлях до Шалонської рівнини.
На середину квітня 1917 року французька 4-та армія складалася з XII, XVII, VIII корпусів і III танкової групи з двох танкових рот Schneider CA1 і Saint-Chamond та спеціального артилерійського загону. На фронті 4-ї армії діяли 22 ескадрильї та одинадцять повітроплавних рот, артилерія налічувала 1 600 гармат. 4-та армія тримала фронт у 18 км північніше Реймса, дороги Сен-Ілер-ле-Гран, Сен-Менегуд — Верден, між Массіг і Ферм-Маркіз, приблизно на 120 м нижче вершини Монт-О. Щоб досягти вершини, французькій піхоті довелося б просунутися приблизно на 3,2 км вгору, долаючи під вогнем противника серію крутих підйомів.

### Наступ французів
10 квітня розпочалася артилерійська підготовка французького наступу. Щільний вогонь вівся по німецьких позиціях першої, другої і третьої ліній оборони на південному схилі хребта. Німецька оборона на північному схилі була обстріляна гаубицями, корегування стрільби здійснювали пілоти французьких літаків-спостерігачів. Села, ліси, дороги, залізничні колії, казарми, бівуаки, артилерійські батареї та склади боєприпасів кайзерівської армії були «засипані» артилерійськими снарядами; інтенсивний вогонь вівся з невеликими перервами до світанку 17 квітня. Погана погода заважала повітряному спостереженню, але до ночі 16 квітня аерознимки розвідувальної авіації та звіти наземних спостерігачів і повідомлення полонених показали, що перед першою німецькою лінією були прорубані широкі смуги перед колючим дротом, де він не був знищений, і що німецькі лінії окопів і польові укріплення, особливо на південь від Мон-Сан-Ном, були зруйновані. Лише деякі німецькі оборонні споруди залишилися неушкодженими, за винятком укріплень у Буа-де-ла-Гриль та навколо Оберива.

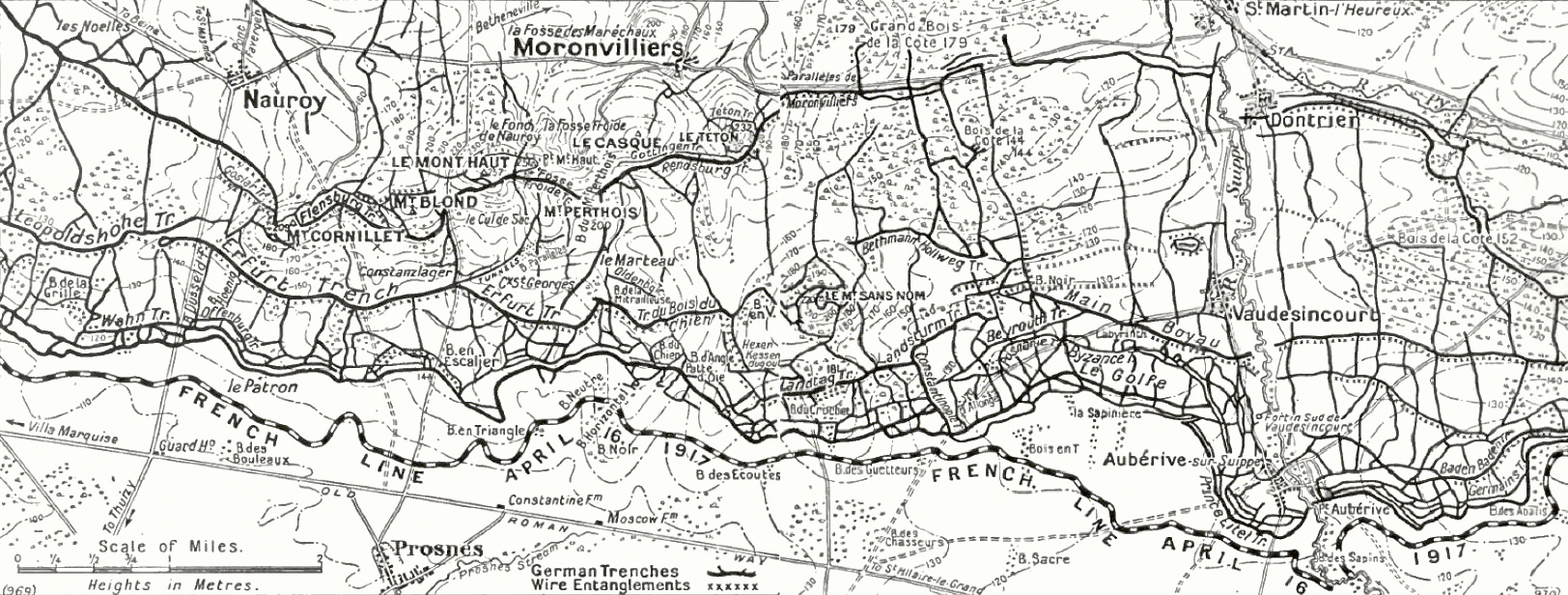
Оборонні позиції та рубежі кайзерівської армії напередодні французького наступу

Більшість німецьких спостережних пунктів на Мон-Корніле, Мон-О і Ле-Тетон були знищені, але багато бліндажів і підземних телефонних ліній залишилися неушкодженими, так само як і німецька оборона на північних схилах хребта Мон-Корніле-Ле-Тетон і тунелі під Мон-Корніле і Мон-Пертуа, про які французи не знали.
Німецька оборона на пагорбах була організована таким чином: батальйон кожного полку перебував в траншеях на передовій, другий батальйон — на півдорозі вглиб поза висот на схилах, а третій батальйон — був у резерві на південному та північному гребенях, під захистом бліндажів та тунелів. Роти штурмових груп були розміщені далі для посилення контратак. Коли 10 квітня почалася артилерійська підготовка французької 4-ї армії, німецьким гарнізонам наказали готуватися до негайної контратаки сил наступаючого противника і в готовність приведені резерв і спеціальні контратакуючі дивізії (нім. Eingreifdivisionen), 32-га дивізію з Сен-Квентіна, 23-тя дивізію з Седана, 5-та і 6-та дивізії в Ельзасі про готовність до передислокації в район Моронвільє; 32-га дивізія почала передислокацію 15 квітня. Німецька артилерія була посилена зі 150 чотиригарматних батарей на 1 квітня до 200—250 батарей. З підкріпленнями, на флангах і в масиві Моронвільє між ними було чотири дивізії, а також чотири дивізії в близькому резерві. Німецька піхота мала багато кулеметів і автоматичних гвинтівок, мінометів, вогнеметів і ручних гранат за підтримки близько 1000 гармат, які були підготовлені до стрільби по всіх ймовірних цілях.
Всю ніч з 16 на 17 квітня йшов сильний дощ, і навіть не припинялися хуртовини. Було ще темно, коли о 4:45 ранку XII, XVII і VIII корпуси 4-ї армії атакували німецький фронт оборони на ділянці 11 км, на лівому фланзі Центральної групи армій (фр. Groupe d'armées de Centre (GAC). Піхота наступала під холодним дощем, що чергувався зі снігопадом, але підготовка французької піхоти і ретельне планування означали, що несподівана темрява під час наступу сприяла французам, навіть попри тому, що літаки і аеростати спостереження через сильний поривчастий вітер не могли діяти у повітрі. На правому фланзі XII корпусу 24-та і Марокканська дивізії і 75-й територіальний полк XVII корпусу мали наступати зі східного берега річки Сюїп на Обер і далі на захід від Обера до Мон-Сан-Ном, 2,4 км на південний схід від Ле-Тетона. 24-та дивізія силами 4+1⁄2 батальйонів атакувала на рубежі від виступу в Буа-дез-Абатіс, на захід до Сюїп, на північ від Буа-де-Сапен. На правому фланзі французи змогли увірватися лише в німецьку передову траншею і позицію «Баден-Баден» далі на північ, але застали зненацька німецьких захисників ближче до річки і просунулися набагато далі вздовж берега річки. 19, 20 і 22 квітня німецьке командування організувало та провело низку контратак на ділянці XII корпусу, внаслідок чого змогли повернути собі деякі втрачені позиції.
В смузі наступу XVII корпусу французькі війська за підтримки артилерії наступала в загальному напряму на Ле-Тетон і часткою сил на Ле-Каск. Наступ розпочався, коли німецька піхота все ще ховалася під землею, а німецька артилерія розпочала загороджувальний вогонь лише о 5:05 ранку. Долаючи спротив кайзерівських військ та їхні спроби протидіяти французи атакували укріплену позицію «Констанцлагер», що було життєво важливим для оволодіння височиною Мон-Блонд і кінцевими цілями вздовж двох вершин Монт-О, північно-західної траншеї Ле-Каск і Мон-Пертуа на півдні, між Монт-О і Ле-Каск. Наступ на Буа-ан-Ескальє в центрі розвивався добре, і кілька батарей польових гармат були готові слідувати за ланцюгом наступаючих, після короткої затримки на першій німецькій лінії в Буа-ан-Ескальє, де німці були обійдені з флангу з півночі і вбиті або захоплені в полон. Пізніше в той же день резерви 34-ї дивізії були відправлені вперед, і коли частина Ерфуртської траншеї була з, Констанцлагер був атакований зі сходу. Польова артилерія висунулася вперед і атакувала «Констанцлагер» з боку Буа-ан-Ескальє, але залізобетонна конструкція виявилася настільки стійкою, що атака на редут і бліндажі була відкладена, доки не було організовано обстріл важкими гаубицями на наступний день.
На напряму головного удару VIII корпусу діяла 34-та дивізія, яка атакувала силами двох полків, а через годину можна було бачити, як вона прокладала собі шлях на висоту, обстрілюючи бліндажі і вступаючи в рукопашні бої на відкритій місцевості з німецькою піхотою. До 6:45 ранку частина Ерфуртської траншеї та комунікаційні траншеї, що вели до неї, були захоплені, але німці утримували плацдарм на західному кінці траншеї. 34-та дивізія зайняла майже всі свої цілі на Мон-Корніле і Мон-Блон, на західному кінці масиву Моронвільє. Війська зліва були відкинуті військами на захід, за дорогу Тюїзі-Нуруа. Німецький опір у «Констанцлагері» на південний схід від Мон-Блон не дозволив 45-й дивізії підтримати його праворуч. 83-й полк здійснив прорив на вершину Мон-Корніле, але німецькі кулемети на хребті між Мон-Корніле і Мон-Блон сповільнили його просування. Лівий фланг 59-го полку був зупинений німцями біля траншеї Фленсбург, яка з'єднувала німецьку оборону Мон-Корніле і Мон-Блон.
Протягом 17 квітня по всій лінії прориву французьких військ точилися запеклі бої. З настанням темряви було здійснено ще кілька німецьких атак, але французька польова та важка артилерія ефективно зруйнувала ці спроби, завдавши важких втрат німецькій піхоті.
На світанку 18 квітня німецька контратака у смузі прориву французького XII корпусу досягла Константинопольської траншеї, але її піхота була оточена і взята в полон. У зоні XVII корпусу 45-та дивізія атакувала, після «нищівного» гаубичного обстрілу о 7:00 ранку, «Констанцлагер» і бліндажі поблизу, і через тридцять хвилин гарнізони капітулювали. Французькі війська зайняли укріплення, які потім були обстріляні німецькою артилерією. Французька важка артилерія на дві години переключила вогонь на Монт-О і Мон-Пертуа. О 18:00 французи атакували дві вершини Монт-О та траншею Фосс Фруаде, яка пролягала від Монт-О через північні схили Монт-Пертуа. Найвища точка масиву на східній вершині Монт-О була захоплена о 20:00 вечора. Атака на траншею Фосс Фруаде була нетривалою, що дозволило німцям закріпитися на Монт-О.
О 5:00 ранку 19 квітня французька 33-тя дивізія атакувала висоти Ле-Каск і Ле-Тетон. 11-й полк швидко піднявся на Ле-Тетон у променях світанкового сонця, а німецькі захисники билися врукопашну на вузькій вершині. Хвилі німецького підкріплення піднімалися північними схилами, щоб витіснити французів із захопленої висоти. 20-й полк під кулеметним вогнем з лісу на західних схилах Мон Пертуа атакував Ле Каск. Французи розгорнули напрям удару у правий бік, виводячи свою піхоту з-під кулеметного вогню противника, і атакували окопи «Рендсбург» і «Геттінген». Німецькі контратаки змусили 20-й полк зупинитися під вершиною, а під час затишшя німецька артилерія обстрілювала вершину із заходу, півночі та півдня. Французька артилерія відповіла сильним обстрілом вершини та села Моронвільє, розташованого в улоговині під нею. Колони німецької піхоти 5-ї та 6-ї дивізій на вантажівках та артилерійські батареї пересувалися дорогами, що підходили до їхніх втрачених фронтових позицій, з боку Сюїппа в Сент-Ілер-ле-Пті, Бетенвілі та Понт-Фаверже.

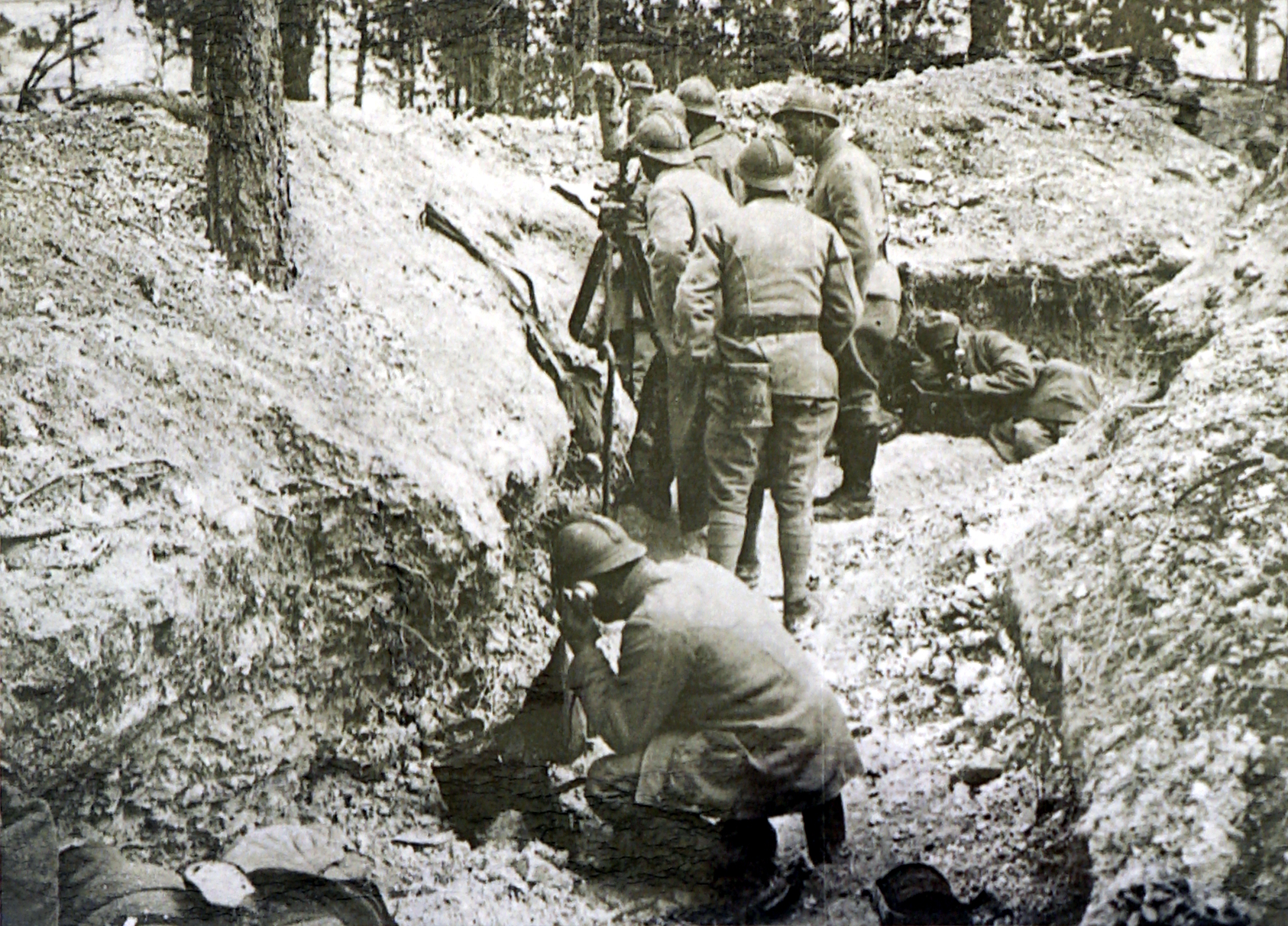
Французькі офіцери-артилерісти спостерігають за результатами вогню своїх батарей під час битви. 24 квітня 1917

О 16:00 два німецькі батальйони атакували вершину, яку двічі відбивали і втрачали. В ніч з 19 на 20 квітня німецька піхота проникла в ліси на флангах вершини, а на світанку німецька артилерія скоординовано провела обстріл вершини, після чого відбулася ще одна німецька контратака, яка знову була відбита. Щоб послабити тиск, 20-й полк 33-ї дивізії відновив атаку на Ле-Каск; траншеї «Рендсбург» і «Геттінген» були захоплені, а французи увійшли в ліс на пагорбі, після чого о 18:00 досягли вершини Ле-Каск, а потім були змушені відступити через німецькі контратаки. О 1:00 ночі з 18 на 19 квітня 34-та дивізія відбила ще одну контратаку противника на правому фланзі VIII корпусу. Пізніше вранці резервні батальйони 34-ї дивізії захопили частину південного кінця Дюссельдорфської комунікаційної траншеї та всю Оффенбурзьку траншею, але були відкинуті з траншеї «Геніга». Далі по пагорбу французи утримували траншею, що спускалася з вершини і південного гребеня Мон Корніле, східний кінець траншеї Фленсбург і вершину Мон Блон. Французи захопили 491 полоненого, дві польові гармати, вісім мінометів і вісімнадцять кулеметів.
20 квітня війська XVII французького корпусу захопили Буа-Нуар. 34-та дивізія, що діяла праворуч від VIII корпусу, не змогла взяти невелику лісисту висоту ліворуч, на південний схід від Мон-Корніле, і в ніч з 20 на 21 квітня загони 169-ї дивізії зайняли дві траншеї на захід від редуту Корніле і досягли спостережного пункту, звідки були вибиті німецькими контратаками, але змогли запобігти спробі обійти Мон-Корніле із західного напряму. До темряви 20 квітня частина пагорбів Моронвільє була захоплена, але не була охоплена з обох боків. Праворуч французи досягли вершини Ле-Тетон і були трохи нижче гребеня Ле-Каск. Далі на захід французи утримували дві вершини Мон-О, закріпилися на вершині Мон-Блон і закріпилися на Мон-Корніле. На західному фланзі французи були відкинуті на захід від дороги Тюїзі-Нуруа.
21 і 22 квітня бої за редут і спостережні пункти тривали, а 21 квітня легіонери на правому фланзі Марокканської дивізії штурмували німецьку оборону перед Мейн Бояу. 22 квітня цей потужний опорний пункт був захоплений 75-м територіальним полком і частиною 185-ї територіальної бригади. На лівому фланзі дивізії було захоплено траншею Бетманн-Гольвег на північний схід від Мон-Сан-Ном разом з шістьма гарматами, що убезпечило Мон-Сан-Ном від атаки зі східного схилу. 25 квітня 34-та дивізія була замінена 19-ю дивізією.
Після цього бої перейшли у фазу позиційного протистояння. Французьке командування провело ротацію, замінивши штурмові дивізії, які були виснажені і зазнали багато втрат, на свіжі. 4 травня розпочався новий наступ французів. Західні схили Мон-Корніле були атаковані о 17:30, і було здобуто невеликого просування вглиб оборони противника. Німецька контратака з тунелю відбила атаку, за винятком правого флангу, де французи захопили артилерійську батарею і проникли вниз по північному схилу Мон-Блон. Втрати французів були настільки високими, що Ванденберг відклав операції проти Мон-Корніле та Фленсбурзького окопу.
10 травня внаслідок чергової атаки французької армії було захоплено невелику ділянку землі на північний схід від Мон-О, а велика німецька атака на Мон-Тетон була відбита. Три свіжі французькі дивізії готувалися до відновлення наступу 20 травня. Після сильного бомбардування напередодні, французький наступ розпочався о 4:30 ранку в гарну погоду, з півдня від Мон-Корніле на північ від Ле-Тетона, з головною метою на вершині Мон-Корніле. В результаті атаки підрозділи полку зайняли доти і блокгаузи на вершині та північному схилі висоти.
20 травня 1917 року французькі війська провели останню атаку між Мон-Корніле і північчю Ле-Тетона, яка загальмувалася на північному схилі Мон-Блон і північно-західних схилах Мон-О, але була успішною на північному сході, на північ від Ле-Каск і Ле-Тетона, де було захоплено 985 полонених. Німецькі втрати вбитими і пораненими були значними; в тунелі Корніле було знайдено понад 600 трупів. Атаки 20 травня стали завершальним етапом наступальної операції Нівеля, в ході якої було захоплено бі́льшу частину плато Шемін-де-Дам, Буа-де-Бутт, Віль-о-Буа, Буа-де-Бош, а також німецьку першу та другу лінії від висот до Ени.